# نصوح السلاحي
نصوح السلاحي (1480م - حوالي 1564م) أو «مطرقجي نصوح» (بالتركية: Matrakçı Nasuh)‏ ابن عبد الله البوسنوي، ويُفهم من أقواله أن جده اسمه "كاراكوز". أحد مؤرخي الدولة العثمانية وهو كاتب وشاعر ورياضي ومهندس ورسام وجغرافي، ولقد صحب اثنين من أهم سلاطين بني عثمان وأرخ لهما، وترك مؤلفات حافلة بالنصوص والصور والخرائط التي حفظت تفاصيل أكثر عهود الدولة العثمانية توسعًا.

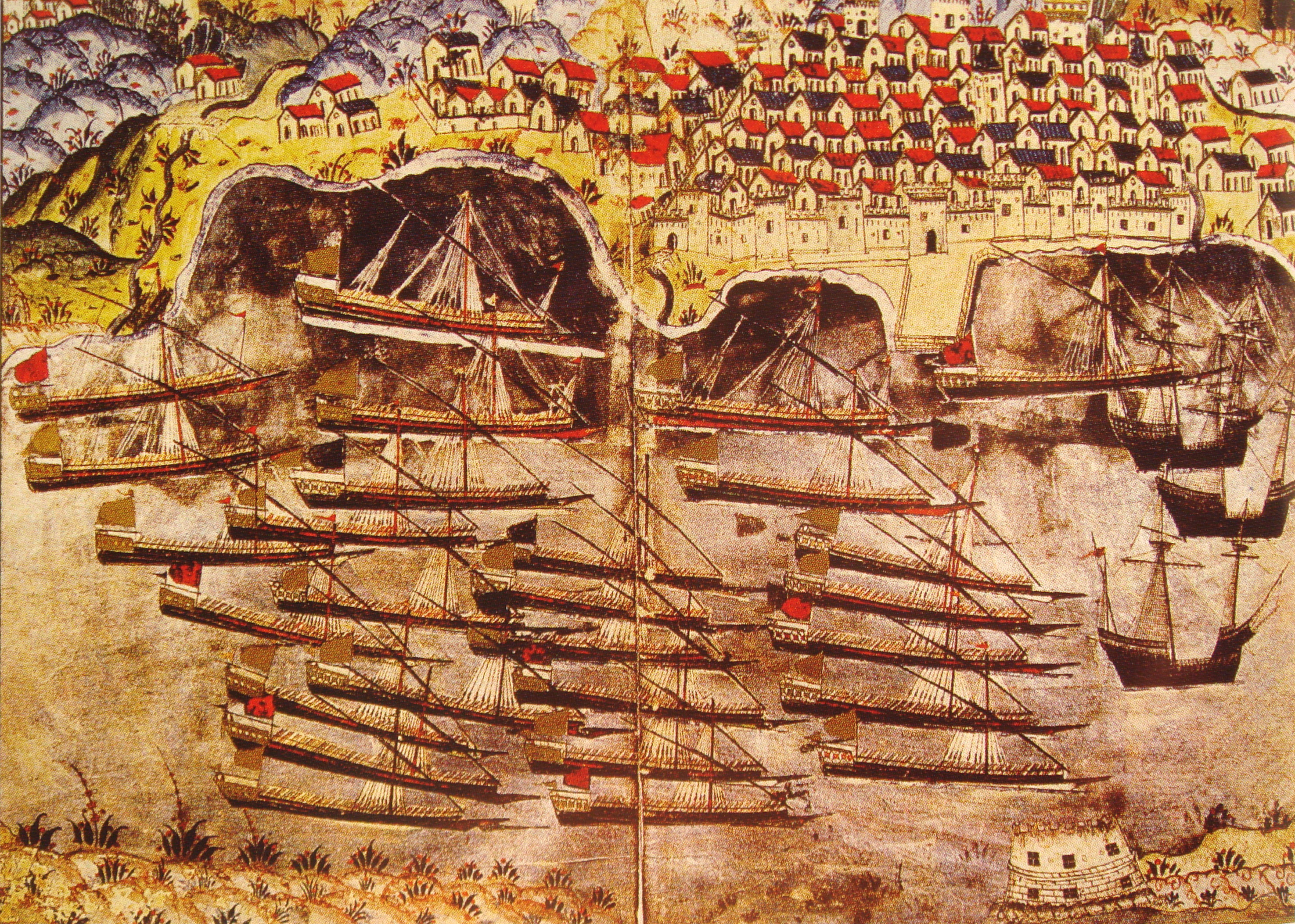
الأسطول العثماني تحت قيادة خير الدين بربروس باشا، راسياً بميناء تولون الفرنسي، أثناء فترة شتاء عام 1543م. لوحة للمؤرخ العثماني نصوح السلاحي (Matrakçı Nasuh).

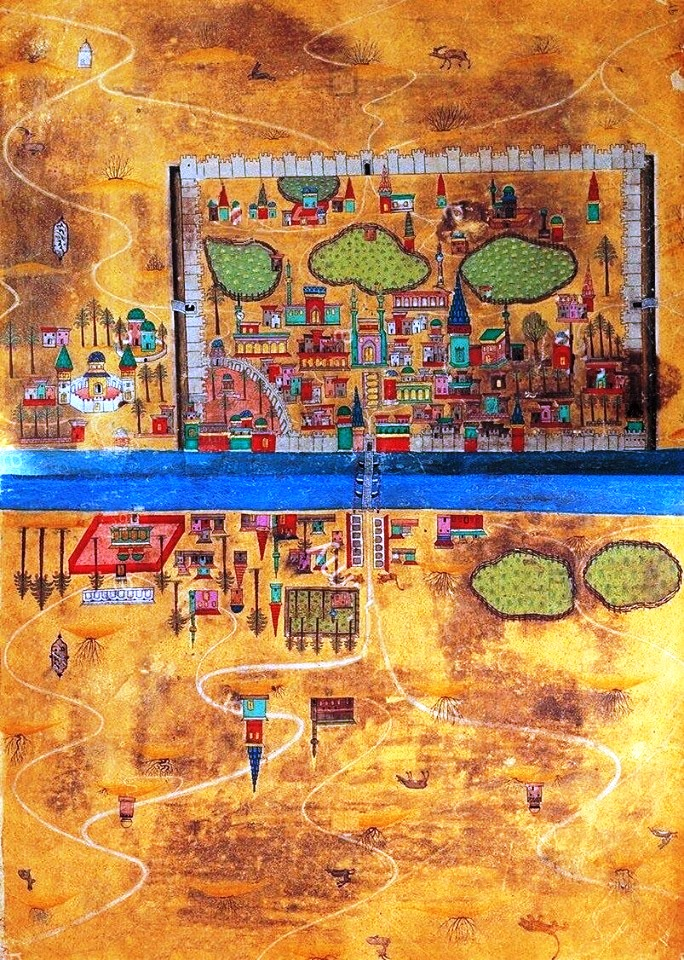
خارطة بغداد عام 1530 تقريبا

ويسمى نصوح أفندي السلاحي، ابن عبد الله قرة كوز، ويشتهر أيضًا باسم مطراقي زاده، يعود أصله إلى قصبة «فيسيكو» من ولاية البوسنة التي كانت جزءًا من الدولة العثمانية، حيث أُخذ وجُنّد وفق نظام الدوشيرمة.
تقدم نصوح في الرتب العسكرية نظير مهاراته في الفروسية واستخدام أسلحة ذلك العصر، ومنها اكتسب لقب المطراقي (بالتركية: Matrakçı)‏ وهو الدرع المغلف بالجلد الذي كان يستخدمه الفرسان في قتالهم وتدريباتهم الميدانية.
صحب نصوح السلطانين سليم الأول وسليمان القانوني، إذ دفعته مهاراته المتعددة، في الفنون والكتابة والحساب، وإجادته خمس لغات، إلى أن يكون كاتبًا في الديوان السلطاني؛ ولقاء براعته في التأليف والرسم، كُلف بتسجيل وقائع الحملات العسكرية التي كان فيها شاهد عيان، ليحول تسجيلاته إلى مزيج من أدب الرحلات والإنشاء الحماسي والشعر، والتفصيلات الحسابية والهندسية، إضافة إلى إلحاقها برسوم ملونة للمدن والطرق والمنازل والمساجد والمعابد الدينية التي كان يمر بها الجيش العثماني أثناء حملاته.

## ولادته ووفاته

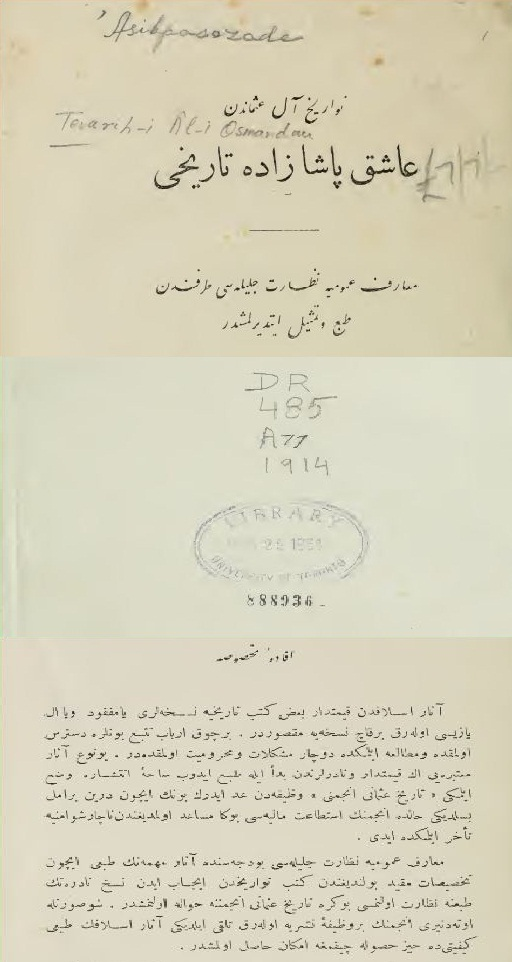
غلاف كتاب "تواريخ آل عثمان" بالتركية العثمانية، لمؤلفه المؤرخ العثماني "عاشق باشا زاده"، وليس الصدر الأعظم رستم باشا أو "نصوح السلاحي".

لا يُعرف تاريخ ولادة ووفاة نصوح السلاحي، وفي حين يذكر حاجي خليفة في كتابه «كشف الظنون عن أسامي الكتب والفنون» أنه توفي عام 1533، إذ أن السلاحي وصل في كتابه «تواريخ آل عثمان» إلى أحداث عام 1561م.  بينما يذكر في مصدر آخر انه توفي حوالي عام 1564م تقريبا.

### ملحوظة
يُذكر أنه ألف كتاب «تواريخ آل عثمان» وأنه خصصه للأحداث العثمانية حتى عام 1561، وأن الكتاب قد نُسب إلى الصدر الأعظم رستم باشا زوج ابنة السلطان سليمان القانوني.
ولكن الصحيح أن كتاب «تواريخ آل عثمان» (بالتركية: Tevârîh-i Âl-i Osman)، هو اسم عام لكل الكتب العثمانية التي تؤرخ لأحداث الدولة العثمانية منذ بدايتها، وتُعرف كلها باسم «تواريخ آل عثمان» مع ذكر اسم المؤلف، مثل الكتاب الذي ألفه المؤرخ العثماني «عاشق باشا زاده» (بالتركية: Âşıkpaşazâde) المتوفي عام 1484م. أمثلة على ذلك:
1. «تواريخ آل عثمان» "عاشق باشا زاده تاريخى" (1400م ؟ ـ 1484م ؟).[5]
2. «تواريخ آل عثمان» للصدر الأعظم لطفي باشا (ت نحو 970 هـ / نحو 1562 م) (بالتركية: Lütfi Paşa)‏.[6]
3. «تواريخ آل عثمان» الذي يُعتقد أن نصوح السلاحي (1480م- نحو 1564م) قد كتبه.[7]
4. «تواريخ آل عثمان» أو «تاريخي رستم باشا» للصدر الأعظم رستم باشا (1500 – 1561 م).[8]
5. «تواريخ مُلوك آل عُثمان» تأليف شاعر وحكيم البلاط العُثماني زمن السُلطان بايزيد الأوَّل أحمد بن خِضر تاج الدين الشهير بِلقب «أحمدي» (1334م- 1413م).
6. «تاريخ ملوك آل عثمان»، لحاجي خليفة، مصطفى ابن عبد الله، المعروف عند الترك باسم "كاتب چلبي" في القرن 17.[9]

يمكن ملاحظة اسم «عاشق باشا زاده» على غلاف كتاب «تواريخ آل عثمان» في الصورة المرفقة جانباً. 

## مؤلفاته
من مؤلفاته:

### في الرياضيات
1. جمال الكتّاب.
2. كمال الحساب.
3. عمدة الحساب في الفروض المقدرة بالكليات: ألفه عام 1547، حول الرياضيات.

### في التاريخ
1. مجمع التواريخ: وهو ترجمة لتاريخ الرسل والملوك لمحمد بن جرير الطبري، أضاف إليها ملحقاً من تأليفه أكمل فيها أحداث السنوات التالية حتى 1551.
2. سليمان نامه (أي: كتاب سليمان): ألفه باسم السلطان سليمان القانوني، وذكر فيه تفاصيل الحملة العثمانية الصفوية الأولى عام 1534.
3. فتح نامة قرة بوغدان: تضمن وصف المنازل التي مر بها الجيش العثماني زمن القانوني أثناء غزوته رومانيا، وانتهى من تأليف عام 1538.
4. بيان سفر العراقين: اسمه الكامل «منازل سفر العراقين للسلطان سليمان خان»، وهو سجل مفصل لوقائع حملة سليمان القانوني على الدولة الصفوية. نشره المجمع الثقافي في أبوظبي بتحقيق عماد عبد السلام رؤوف عام 2003.
5. تاريخ فتح شلقوش وأسترغون وآرستوف بلغراد: ذكر فيه تفاصيل غزوات السلطان سليمان القانوني في تلك النواحي.

### في الفنون القتالية
1. تحفة الغزاة: حول فنون الفروسية واستعمال الأسلحة، ألفه عام 1529-1532.

## معرض صور

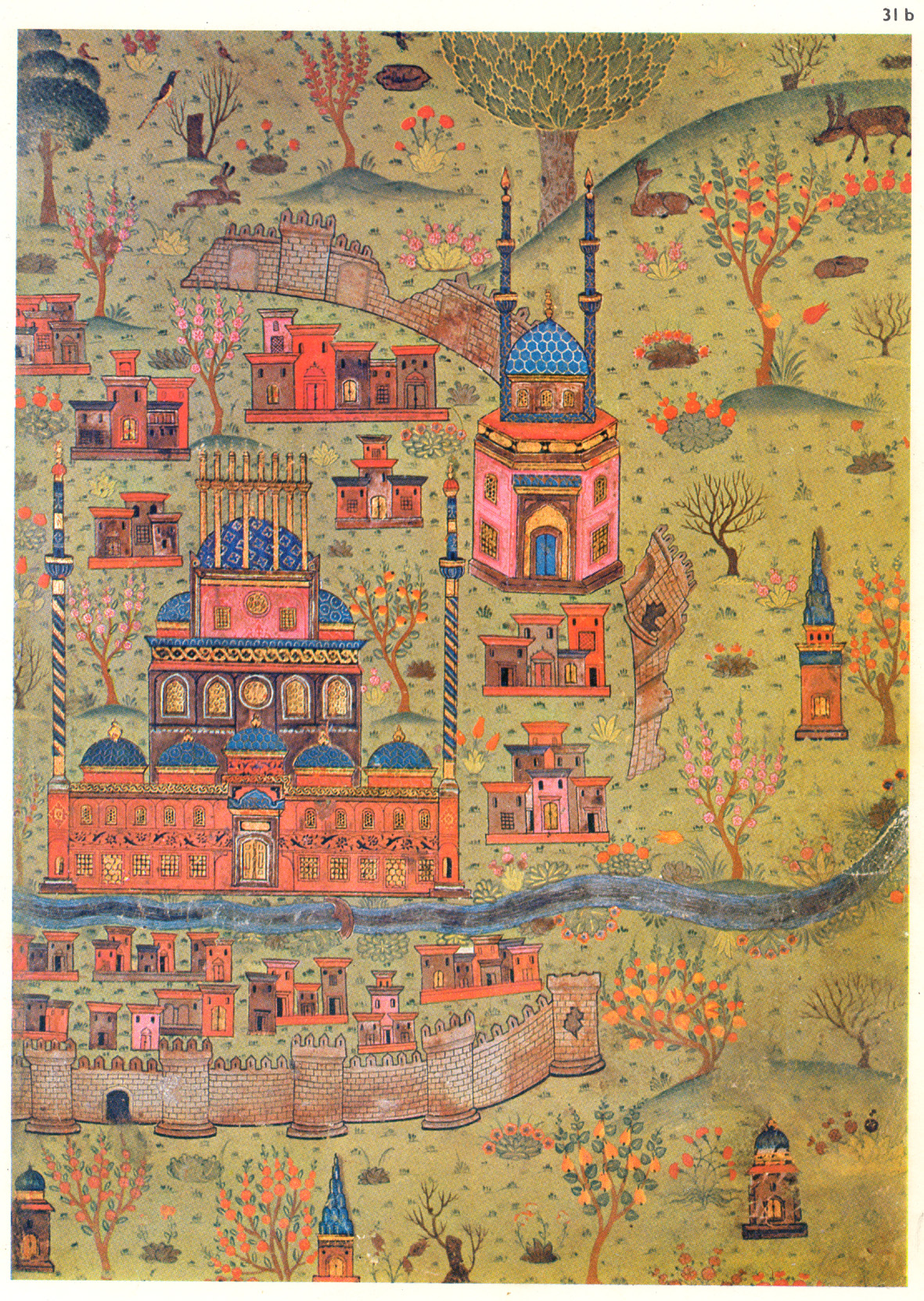
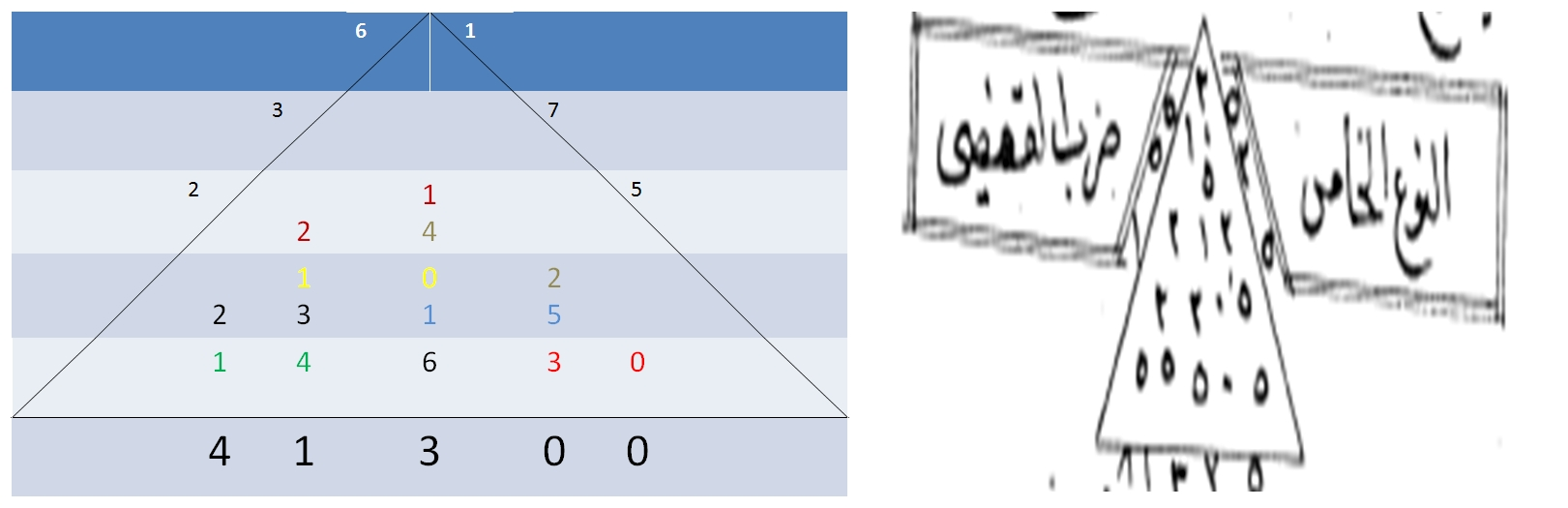
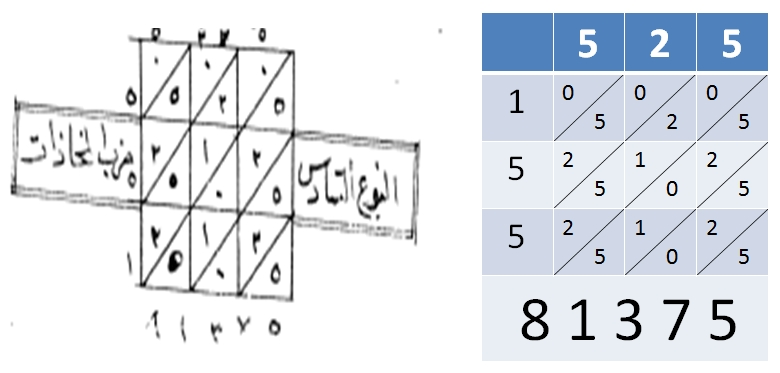
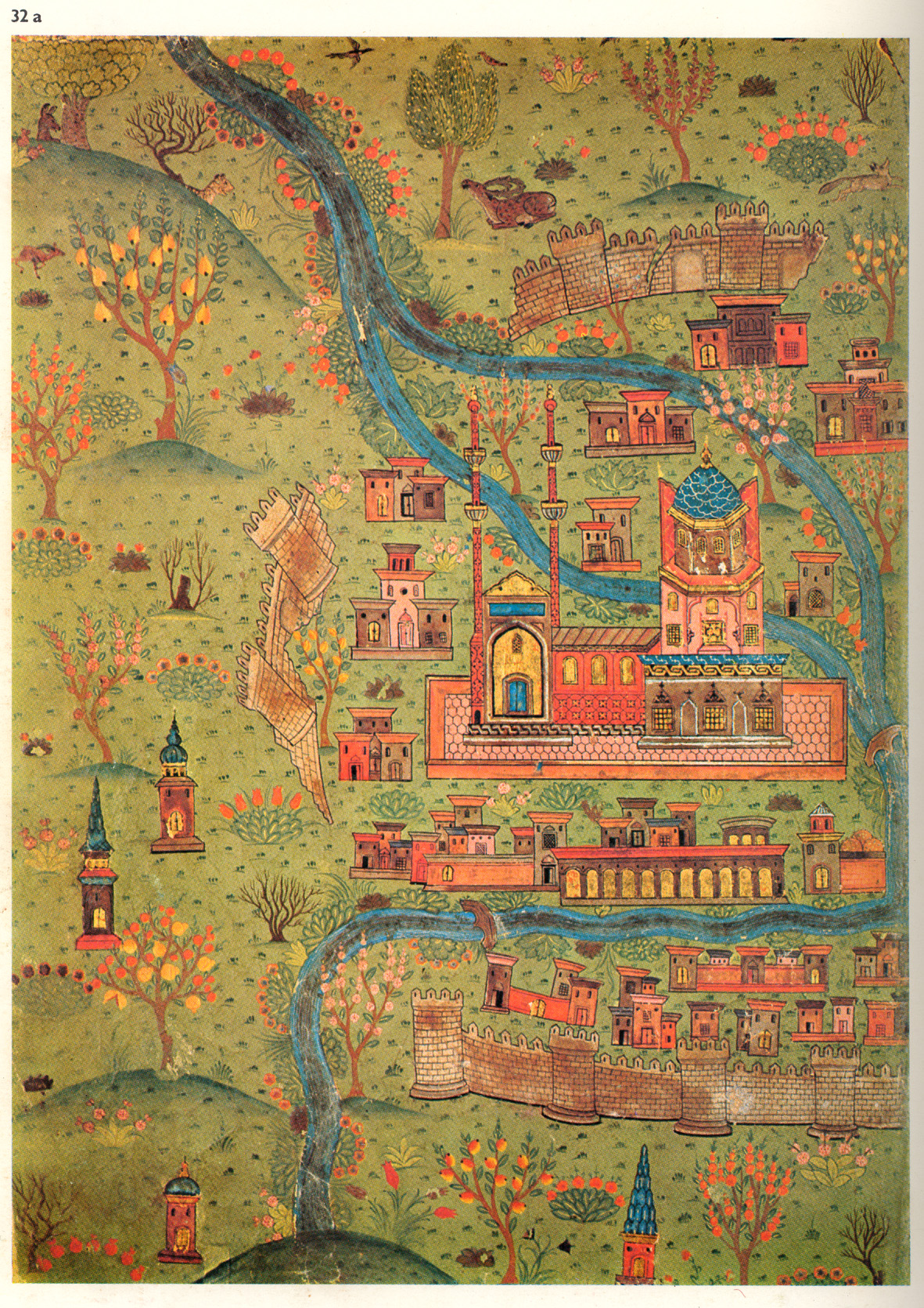